# Matylda Merkert
Matylda Merkert (niem. Matilda Merkert; ur. 27 kwietnia 1813 w Nysie, zm. 8 maja 1846 w Prudniku) – niemiecka zakonnica, współzałożycielka Zgromadzenia Sióstr św. Elżbiety (elżbietanek).

## Życiorys
Urodzona, wraz z siostrą, błogosławioną Marią Merkert, w nyskiej rodzinie mieszczańskiej. Od młodych lat słynęła z pobożności. Była m.in. członkinią Bractwa Grobu Chrystusowego. Od 1842 poświęciła się pielęgnacji ubogich chorych na terenie Nysy. Od 1846 przebywała w Prudniku, gdzie pracowała w szpitalu. Wskutek zarażenia się tyfusem od podopiecznych zmarła w Prudniku. Uchodzi (wraz z siostrą, a także z Franciszką Werner i Klarą Wolff) za jedną z czterech założycielek zgromadzenia elżbietanek. 